# Lycophotia marmorea
Lycophotia marmorea là một loài bướm đêm trong họ Noctuidae.